# وادي النطرون
وادي النطرون (بالقبطية: Ϣⲓϩⲏⲧ، وباليونانية: Σκετις أو Σκετες)، مدينة مصرية تتبع محافظة البحيرة. تقع على الأطراف الشمالية الشرقية للصحراء الغربية المصرية، وذلك في منتصف الطريق الصحراوي الرابط بين القاهرة والإسكندرية تقريباً؛ ومواجهة لمدينة السادات. كان لوادي النطرون مكانة كبيرة في العصر الفرعوني لاستخراج ملح النطرون منها المستخدم في تحنيط الموتى، كذلك اكتسبت صفة التقديس في المسيحية لمرور العائلة المقدسة بها. وقد عرفت المنطقة بعدة أسماء أشهرها: حقل الملح وشيهيت والإسقيط وبئر هوكر.
كان أول تجمع رهباني مسيحي على أرض وادي النطرون يعود للقرن الرابع الميلادي على يد مقار الكبير الذي أنشأ دير الأنبا مقار، وهو دير عامر حتى الآن بجانب ثلاثة أديرة أخرى، وهي: دير الأنبا بيشوي ودير البراموس ودير السريان. وكانت المنطقة تحوي حوالي 700 دير في النصف الثاني من القرن الرابع الميلادي. لذلك تُعد المنطقة من أهم المناطق المكرّمة بالنسبة لأتباع الكنيسة القبطية الأرثوذكسية.

## جغرافيا
وادي النطرون هو الاسم الشائع لمنخفض صحراوي يقع غرب دلتا النيل على امتداد مديرية التحرير، والذي يبعد غرب مدخل مدينة السادات على طريق القاهرة - الإسكندرية الصحراوي بحوالي 10 كم، وعن الخطاطبة على نهر النيل (فرع رشيد) حوالي 50 كم، وينخفض عن مستوى سطح الهضبة المحيطة بنحو 50 متراً. ويتراوح طول هذا المنخفض بين 5 و55 و60 كم، بينما يبلغ متوسط عرضه 10 كم، وتصل أعمق نقطة به إلى 24 متراً تحت مستوى سطح البحر. والمنخفض يعد أصغر منخفضات الصحراء الغربية المصرية مساحة، إذ تبلغ مساحته نحو 500 كم2. لذلك فالصحيح أنه منخفض وليس وادي، فالمنطقة عبارة عن منخفض مغلق له بداية ونهاية، وليس له منبع أو مصب أو روافد، لذلك فإن إطلاق كلمة وادي على المنخفض غير صحيحة طبوغرافياً.
يقع المنخفض على محور شمالي غربي - جنوبي شرقي، ويتوسط تقريباً طريق القاهرة - الإسكندرية الصحراوي، حيث يبعد عن طرفه الشمالي الغربي عن الإسكندرية حوالي 85 كم، بينما تبلغ المسافة من طرفه الجنوبي الشرقي إلى القاهرة حوالي 80 كم.
وينتظم في قاع منخفض النطرون على مدى 35 كم عدداً من البحيرات يتراوح بين 16 و20 بحيرة، منها 12 بحيرة كبيرة وواضحة بما فيه الكفاية، وعمقها لا يزيد عن 2 متر، ومجموع مساحاتها معاً يناهز 10 كيلومترات مربعة، وتميل معظم مياه هذه البحيرات إلى الحمرة الخفيفة بسبب تشبعها بملح النطرون.

### الموقع الجغرافي

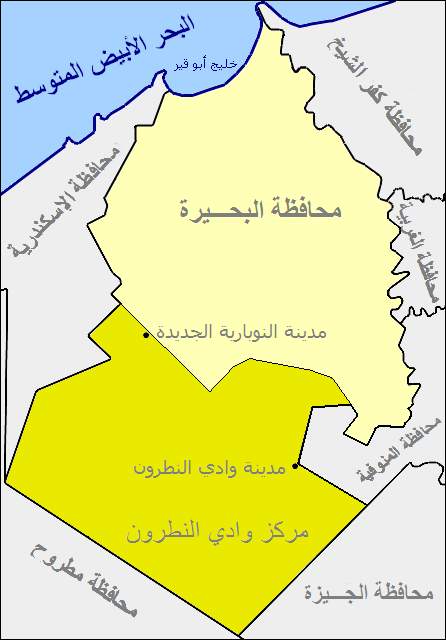
خارطة مركز وادي النطرون بمحافظة البحيرة.

يقع مركز وادي النطرون جنوب غرب محافظة البحيرة، حيث يحده:
- من الشمال: مركزي بدر وأبو المطامير.
- من الشرق: مدينة السادات.
- من الغرب: مركز الحمام بمحافظة مطروح.
- من الجنوب: مدينة السادس من أكتوبر.

### التقسيم الإداري

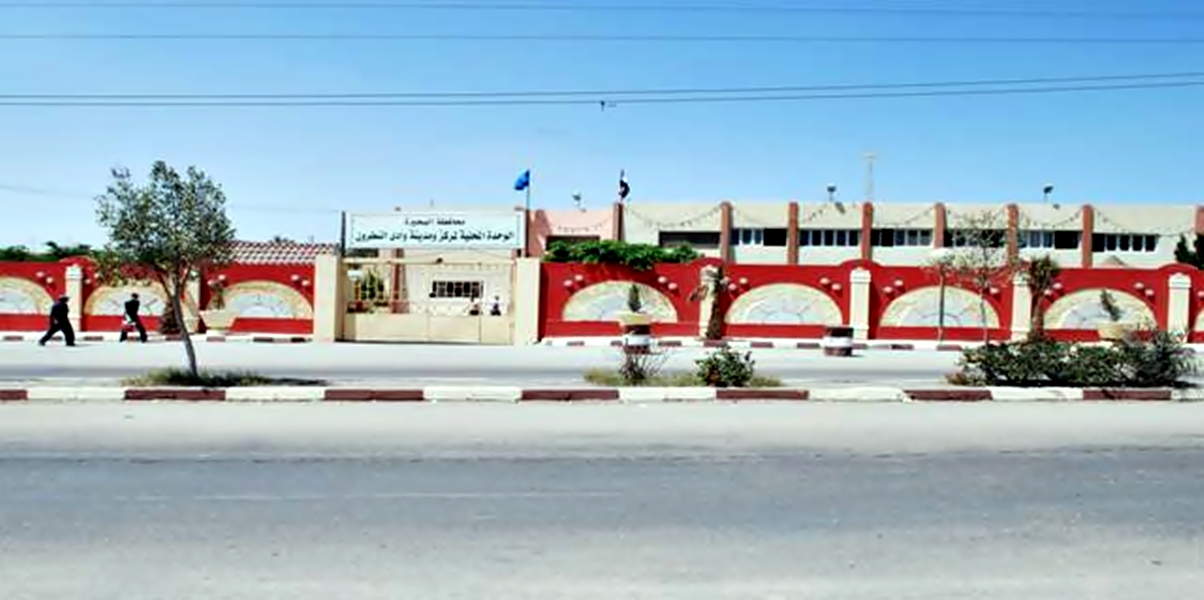
مبنى رئاسة الوحدة المحلية لمركز ومدينة وادي النطرون.

مدينة وادي النطرون عاصمة مركز وادي النطرون. ويضم ثلاث وحدات قروية تضم 4 قرى رئيسية ووحدة اعتبارية، بجانب 37 كفر ونجع وعزبة كتوابع. والوحدات المحلية القروية هي:
- الجعار.
- الحمراء.
- بني سلامة.
- كفر داود.

## أصل التسمية
| M20 | V28 | U1 | X1 | N33A · O49 |

| M20 | V28 | U1 | X1 | N33A · O49 |

عبر العصور منذ القدم، سُمي وادي النطرون بعدة تسميات، كان أولها هو سِخِت حِماَت، وتعني «حقل الملح» نظراً لتوفر ملح النطرون به. وكانت قديماً تتبع الإقليم الثالث من أقاليم مصر السفلى، وكانت تحمل الرقم 6 في قائمة الواحات السبع المنقوشة على جدران معبد إدفو. وعرف باسم انتت حسمن، وتعني حرفياً «وادي النطرون»، فقد كان في مصر القديمة منبعان لهذا الملح؛ أحدهما في الشمال هو وادي النطرون، والأخرى في الجنوب وهي الكاب. سمي الوادي أيضاً باسم شِت بت وتعني بحيرة السماء، وقد ذُكر هذا الاسم في نصوص الأهرام كمكان لإنتاج البخور، ويُحتمل أن يكون هذا هو الاسم الديني لوادي النطرون في مصر القديمة.
سميت المنطقة في باللغة اليونانية القديمة باسم سكيتيس  وتعني «مكان النساك»، وقد اشتق من هذا الاسم كلمة اسقيط بالعربية، فبعد الفتح الإسلامي لمصر؛ عرفت منطقة ما حول المنخفض باسم صحراء الاسقيط. وأطلق على هذا المكان باللاتينية اسم سييتيس، وغالباً هو مشتق من الكلمة اليونانية السابقة، وتنطق باللاتينية أيضاً سيتا وتعني «مكان صحراوي للعبادة».

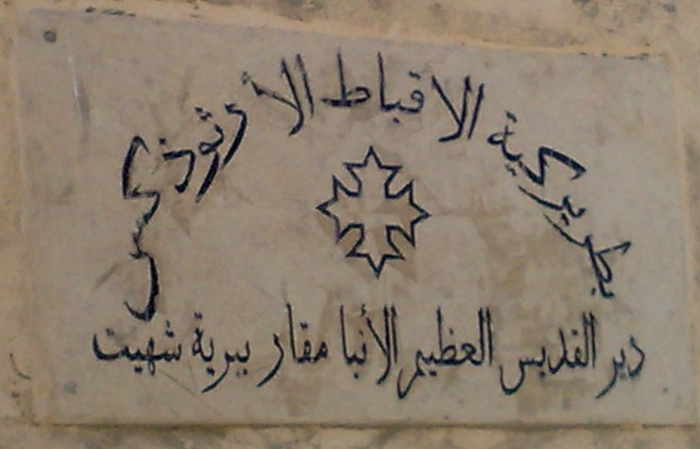
لافتة رخامية على بوابة دير الأنبا مقار مكتوب عليها إن الدير في برية شيهيت، أي صحراء وادي النطرون.

تسمى هذه المنطقة أيضاً باللغة القبطية باسم شيهيت وشييت، وترد الكلمة الأولى في المخطوطات القبطية التي ترجع لعهود حديثة نسبياً، مثلما ورد في مخطوطة تعود للقرن الثالث عشر الميلادي عن حياة القديس يوحنا كاما. أما الكلمة الثانية شييت فهي الأقدم، ووردت في أقدم المخطوطات القبطية مع إسقاط حرف الهاء لالتباس تفسير الكلمة بين معنى «قلب» ومعنى «شمال» في اللهجة الصعيدية القبطية، لذلك فإن الصيغة الحديثة هي شيهيت التي تعني بالعربية «ميزان القلوب».
أما في اللغة العربية، فقد أطلق على المنطقة الاسم المترجم عن اللغة القبطية وهو جبل النطرون. ثم أطلق عليها بعد ذلك اسم وادي النطرون، وهو الاسم الشائع حتى الآن. كما أطلق على المنطقة اسم وادي هبيب، وقد اختلف في اللفظ الصحيح لكلمة هبيب، فقد ذكرها ياقوت الحموي في معجم البلدان باسم وادي هُبّيْب، وهي نسبة إلى «هبيب بن مغفل» أحد عرب غفار من كنانة  من الذين شهدوا فتح مكة؛ وقد هاجر إلى مصر واستقر بمنطقة وادي النطرون الخليفة الراشد عثمان بن عفان. وذلك لتجنب الفتة، فصارت المنطقة تُنسب إليه. وذكرها المقريزي باسم وادي هَبِيب، وذكرها ابن دقماق باسم وادي هيت، أما ابن الجيعان فذكرها باسم وادي هُبَيْت.

## تاريخ

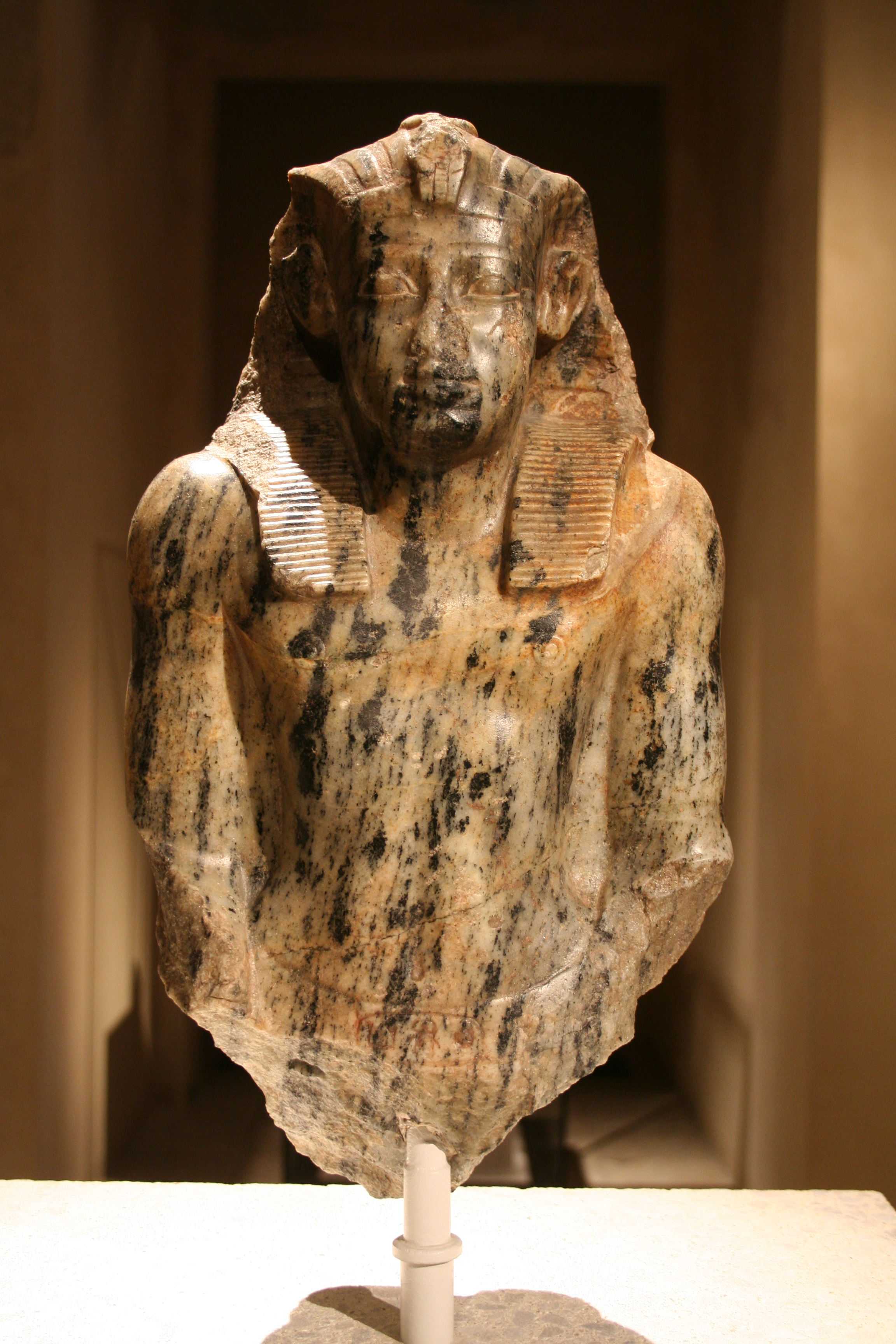
ذهب سنوسرت الأول على رأس بعثة حربية لتأديب الليبيين القدماء نتيجة لمحاولة غزوهم وادي النطرون.

ترجع أهمية وادي النطرون إلى العصر الفرعوني، فالصحراء الغربية المصرية قديماً كانت في العصور الخالية جزءاً من لوبية، والتي كانت في تلك الآونة قطراً قائماً بذاته ذا كيان سياسي خاص، وكان اللوبيون يغيرون على مصر حينًا بعد آخر، وانتهى الأمر بتغلب المصريين عليهم وضموا الجانب الشرقي للصحراء اللوبية التي ما زالت تابعة لمصر حتى الآن. ومن ثم أصبح وادي النطرون كورة قائمة بذاتها وقسماً إدارياً من أقسام البلاد في العصر الفرعوني، ولكن لا توجد معلومات عن تاريخه في عهدهم، وتدلل آخر الكتابات عن الحروب بين اللوبيين والمصريين أن آخرها كان عام 1170 ق.م في عهد رمسيس الثالث.
أما من حيث الأهمية الدينية لمنطقة وادي النطرون، فهناك العديد من الاكتشافات التي تدل على أن هذه المنطقة كانت تعتبر مقدسة حتى عام 2000 ق.م على أقل تقدير. ومن هذه الاكتشافات تمثال نصفي من الجرانيت الأسود يرجع إلى عصر الأسرة السابعة عشر الفرعونية، وهناك أيضاً بوابة من الجرانيت وأحجار من عتب باب تحمل خراطيش للملك أمنمحات الأول، في مكان يسمى كورة الظهر.
ومن الناحية الدفاعية والإستراتيجية، يعتبر وادي النطرون أقرب واحة لوادي النيل، لذا كان الغزاة القادمون من الصحراء الشمالية الغربية ولا يتبعون الساحل يجدون فيها ما يساعدهم للتقدم نحو الداخل. ومن هنا يعتبر وادي النطرون من الناحية الدفاعية موقع استراتيجي هام لكبح الغزاة المهاجمين لمنطقة غرب دلتا النيل.
وفي عهد الملك نعرمر - مِنا -موحد القطرين وأول ملوك الأسرة الأولى- تم صد هجوم الشعب الليبي الذي غزا غرب الدلتا، حيث اضطر الملك لعقاب الغزاة وأسر حوالي 100 ألف أسير، وعدد كبير من رعاياهم. وعلى جدران معبد ساحو رع -الذي بُني في عهد الأسرة الخامسة- توجد مناظر تصور حملة ناجحة ضد الليبيين الذين هددوا غرب الدلتا. كذلك قصة سنوحي تذكر بعثة أرسلها الملك أمنمحات الأول -مؤسس الأسرة الثانية عشر- تحت قيادة ولي عهده سنوسرت الأول؛ لعقاب وتأديب الليبيين على الحدود الغربية، كنتيجة للغارة التي شنوها على غرب الدلتا التي لم يغفلها المصريون القدماء على مسار تلك السنين. وقد أنشئ هناك حصن في عهده ظلّ يستخدم حتى الحكم الروماني، وما زالت بقايا هذا الحصن موجودة إلى الآن.

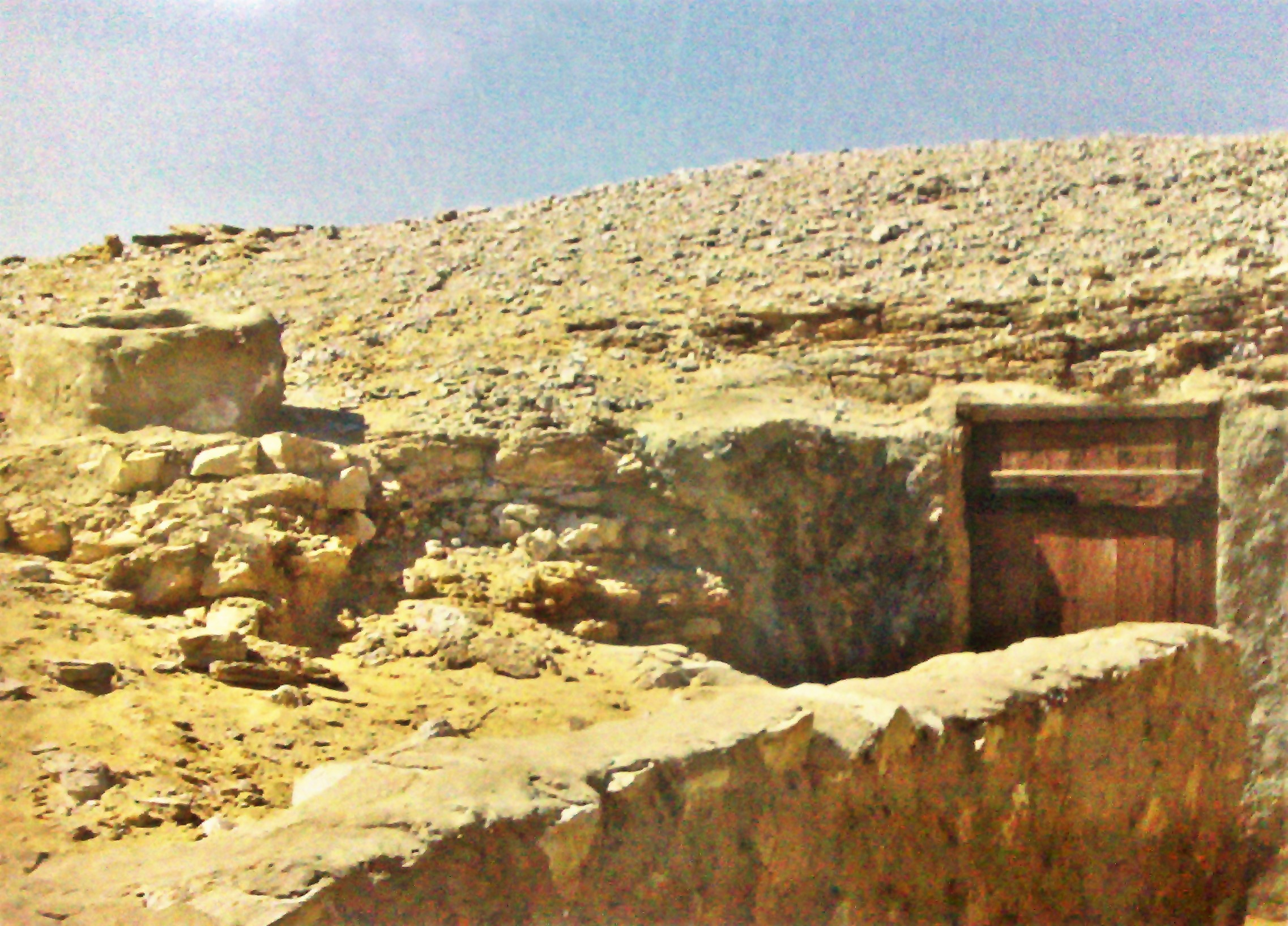
مغارة الأنبا مقار الكبير التي يُعتقد أنه كان يتعبد فيها.

وفي عهد الملك أمَنِحُتِب الأول، تم صدّ هجوماً ليبياً آخر على الحدود الغربية. ولقد ولقد ذكرت حروب كل من مرنبتاح ورمسيس الثالث بعض التفصيل، وبيَّنَت النصوص بوضوح أن قبائل البدو الرُّحل الليبيين كانوا يجتاحون غرب الدلتا، وكانت المعارك تدور على مقربة من الأراضي الزراعية، والمقصود بها هي وادي النطرون.
وقد نالت وادي النطرون أهمية خاصة بعد ميلاد المسيح، فقد مرت به العائلة المقدسة أثناء رحلتها إلى مصر هرباً من بطش الملك هيرودس حاكم اليهودية. فبعد أن زارت العائلة تل بسطة ومنية سمنود، عبرت النهر إلى الضفة الغربية لنهر النيل - فرع رشيد، ورأوا من بعيد وادي النطرون الذي باركته العذراء مريم حسب المصادر المسيحية، ومنها ارتحلوا جهة جنوب الشرق نحو القاهرة ثم إلى الصعيد حتى أسيوط. وفي العصور المسيحية الأولى؛ سكن النُسّاك والرهبان المسيحيين وادي النطرون أو صحراء الأسقيط كما كان يُطلق عليه وقتها، إذ كان يُعد من أهم المواقع المسيحية في مصر خلال القرنين الرابع والخامس الميلاديين.
ولقد اكتسبت هذه المنطقة شهرتها من سيرة الرهبان الذين استوطنوها واتخذوها مقراً لنسكهم وعبادتهم، حيث بدأ الحياة الرهبانية بالمنخفض القديس الأنبا مقار عام 330 م، وسريعاً امتلأت الصحراء بالأديرة، وكانت حوالي 700 دير. ثم بقى منها في القرن الخامس عشر الميلادي سبعة أديرة حسب كلام المقريزي. وما زال هناك أربعة أديرة عامرة بالرهبان حتى الآن.
امتدت المنطقة عمرانياً ابتداءً من منتصف القرن العشرين على النشاطات الزارعية والصناعية وتوسعت وادى النطرون بصورة كبيرة. وقد صدر قرار رئيس مجلس الوزراء رقم 351 لسنة 1963 بإنشاء مدينة وادى النطرون رسمياً كوحدة محلية تابعة لمحافظة مطروح، حتى نُقل تبعيتها لمحافظة البحيرة عام 1966 بقرار جمهوري رقم 2068 من الرئيس الأسبق جمال عبد الناصر.

## السكان
بلغ عدد سكان مركز وادي النطرون 77,248 نسمة، حسب الإحصاء الرسمي لعام 2006. مثلت المدينة منها 20,082 نسمة. يمثل الذكور 10,427 نسمة، والإناث 9,655. وقُدر عدد أسر المدينة بـ 5,160 أسرة عام 2007. أما عن التركيب العمري فنجد
أن نحو 37.6% من جملة السكان أقل من 15 عاماً، في حين بلغت النسبة التي تنحصر بين 15 عاماً حتى 60 عاماً نحو 58.3% من جملة السكان. أما نسبة السكان الأكثر من 60 عاماً فقد بلغت نسبتهم نحو 4.1% من جملة السكان.
ينمو سكان وادي النطرون بمعدلات كبيرة بالمقارنة بسائر مدن محافظة البحيرة الأخرى (باستثناء النوبارية الجديدة)، حيث يصل المعدل السنوي لنمو سكان المدينة إلى نحو 3.6% في حين بلغ نظيره في ريف المركز نحو 4.9%.
| السنة      | 1976    | 1986     | 1996     | 2006     | 2007     | 2012     |
| ---------- | ------- | -------- | -------- | -------- | -------- | -------- |
| عدد السكان | ▲ 7,667 | ▲ 10,446 | ▲ 14,983 | ▲ 21,383 | ▲ 22,157 | ▲ 26,469 |

## الخدمات

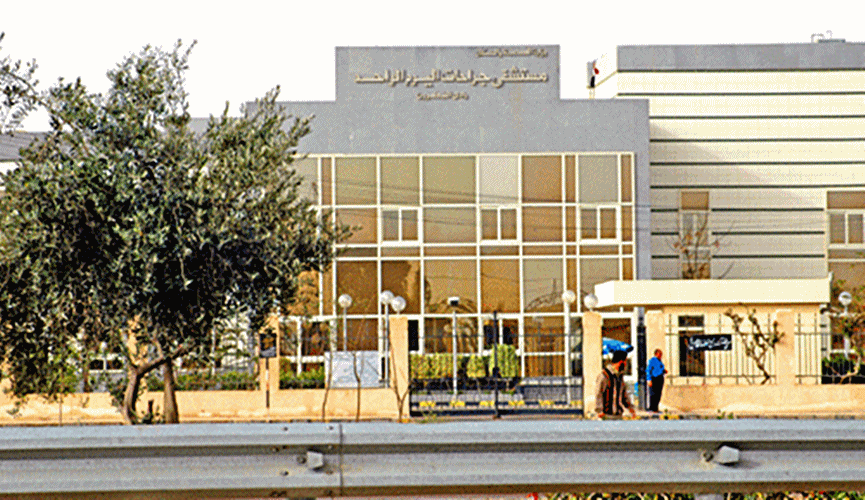
مستشفى جراحات اليوم الواحد.

تتوفر بالمدينة مؤسسات الخدمات المختلفة التي تكفي حاجات سكان المدينة وما جاورها من قرى، بجانب وجود منطقة صناعية وأخرى حرفية. وقد بلغت نسبة العمالة في قطاع الخدمات الإنتاجية والاجتماعية نحو 85% من إجمالي قوة العمل بها، في حين بلغت نسبة العمالة في القطاعات السلعية نحو 42% من إجمالي قوة العمل، وذلك بحسب عام 2011.

### التعليم
يتوافر التعليم بوادي النطرون بدءاً من محو الأمية والتعليم الأساسي. كما يوجد تعليم أميري (حكومي)، وتعليم خاص، وتعليم ديني (أزهري). فقد بلغ عدد مدارس التعليم العام 60 مدرسة، أما المعاهد الأزهرية فقد بلغ عددها 16 معهد. ويبلغ نسبة المقيدين بالتعليم 22.4% من جملة السكان.

### الصحة
يوجد بمدينة وادي النطرون عدد 2 مستشفى، أحدهما هو «مستشفى وادي النطرون المركزي» الرئيسي بالمدينة، وبه عشرة أسرّة فقط للمرضى، وتبلغ متوسط خدمة السرير الواحد 7593 فرد / سرير. والمستشفى الأخرى هي «مستشفى جراحات اليوم الواحد»  التي تقع على طريق القاهرة - الإسكندرية الصحراوي مباشرةً للطوارئ واستقبال الحوادث، وتبلغ طاقة المستشفى 44 سريراً  ويعمل بها 100 طبيب و300 عامل وممرض. والمستشفى أقيمت عام 1998 على مساحة خمسة أفدنة.

## السياحة
تتميز منطقة وادي النطرون بشكلٍ عام بوفرة المقومات السياحية الطبيعية والتاريخية، وفالمقومات الطبيعية متمثلة في البحيرات المالحة التي تتخللها عيون معدنية كبريتية وشواطئ رملية من الشرق والغرب يمكن زراعتها، مثل «نبع الحمراء» التي تندرج ضمن السياحة العلاجية. كذلك هناك بحيرات أخرى كبحيرة الجعار  وملاحة الرايزونية وملاحات أخرى يُستخرج منها الملح بوفرة. أما الجانب السياحي التاريخي فيحمل طابعاً دينياً، ويتمثل ذلك في الأديرة المسيحية القبطية الأرثوذكسية الأربعة العامرة بها؛ وهم: دير الأنبا مقار  ودير الأنبا بيشوي  ودير البراموس ودير السريان، ويمكن الوصول إليهم بسهولة وزيارتهم في أي وقت؛ ما عدا دير الأنبا مقار الذي يحتاج إلى تصريح خاص لزيارته. وحسب الإحصاء الرسمي لمناطق الجذب السياحي بمحافظة البحيرة عام 1995، كان نصيب وادي النطرون 10,000 سائح فقط.

### بحيرة نبع الحمراء
تُعرف أيضاً باسم بحيرة أيوب، وتقع وسط صحراء منخفض وادي النطرون، وتبلغ مساحتها حوالي 300 فدان. وبحيرة نبع الحمراء شديدة الملوحة، ورغم ذلك ينبع من وسطها عين شديد العذوبة  ذات قدرة على شفاء بعض الأمراض الجلدية، مما عدها بعض المسئولين ضمن خطة السياحة العلاجية بمحافظة البحيرة، وكان من مقرراً للحكومة استثمار الأراضي الواقعة حول البحيرة لإقامة منشآت سياحية وترفيهية تخدم السياحة العلاجية.

### دير الأنبا مقار
يُنسب هذا الدير إلى الأنبا مقار الكبير، وهو تلميذ للأنبا أنطونيوس الكبير مؤسس الرهبانية المسيحية، وعلى ذلك ترهب مقار الكبير واعتكف بصحراء وادي النطرون، وقد بدأ بإنشاء صومعته في الثلث الأخير من القرن الرابع الميلادي على الأرجح. تبلغ مساحة الدير الإجمالية حوالي 11.34 كم2، ويحتوي الدير على سبع كنائس، ثلاثة منها داخل الدير وأربعة أعلى حصن الدير. هناك أيضاً مساكن للرهبان المعروفة بالقلالي، كذلك توجد مائدة للرهبان ملحقة بمطبخ، أيضاً ملحق بالدير متحف صغير ومشفى ومحطة لتوليد الكهرباء ومطبعة ومكتبة تضم مخطوطات نادرة، وهناك مساكن للعاملين بالدير من غير الرهبان. ويشترط زيارته الإتيان بتصريح مسبق في غير أيام الصوم القبطي الأرثوذكسي.

### دير الأنبا بيشوي
هو أكبر الأديرة العامرة الأربعة، ويُنسب هذا الدير إلى الأنبا بيشوي الذي كان تلميذاً للأنبا مقار الكبير، وقام بإنشائه بقيادته لمجموعة من الرهبان أواخر القرن الرابع الميلادي. وتبلغ مساحته نحو فدانين، ويضم خمسة كنائس، أكبرها «كنيسة الأنبا بيشوي»؛ وهو أكبر كنائس وادي النطرون، بجانب مبنى للضيافة وحديقة واسعة ومكتبة والمائدة الأثرية وبئر الشهداء، بجانب العديد من القلالي التي يقطن بها الرهبان.

### دير العذراء - السريان
هو أصغر الأديرة بمنطقة وادي النطرون على الإطلاق؛ إذ تبلغ مساحته الأثرية حوالي فداناً واحداً و13 قيراطاً. ويقع ما بين دير الأنبا مقار ودير البراموس، وقد أسس على يد رهبان سوريون في القرن السادس الميلادي. ويحتوي الدير على أربع كنائس وحصن وقصراً للضيافة بجانب قلالي الرهبان والمائدة كباقي الأديرة بالمنطقة. ويشتهر الدير بوجود القلاية الأصلية التي كان يعتكف بها الأنبا بيشوي.

### دير العذراء - البراموس
يُنسب هذا الدير إلى السيدة العذراء مريم ومكسيموس ودوماديوس الرومانيين؛ فمعنى كلمة البراموس «الذي للروم». وقد أُسس في القرن السادس الميلادي. ويقع الدير على مساحة 880 فدان  في أقصى شمال وادى النطرون ويبعد عن استراحة «الرست هاوس» على طريق القاهرة - الإسكندرية الصحراوي حوالى 12 كم. ويضم الدير خمسة كنائس أثرية ومكتبة تحتوي على مئات المخطوطات بلغاتٍ شتّى، بجانب الحصن وقصر الضيافة ومخبز وبعض المخازن.

## أعلام مشاهير وادي النطرون

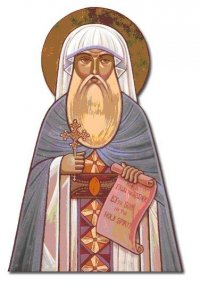
البابا كيرلس الأول.

يُعد معظم مشاهير وادي النطرون من الرهبان المسيحيين الأرثوذكس الذين أعتكفوا بأديرة وادي النطرون، ومن أهمهم:
- الأنبا مقار الكبير، مؤسس الرهبنة المسيحية في وادي النطرون لتأسيسه الدير الذي يحمل اسمه.[90]
- الأنبا مقار القس السكندري، أحد قديسي الدير وله مزار بدير الأنبا مقار.[91]
- الأنبا مقار أسقف أدقاو،[معلومة 5] أحد قديسيّ الدير وله مزار بدير الأنبا مقار.[92]
- الأنبا بيشوي، مؤسس دير الأنبا بيشوي.[93]
- البابا كيرلس الأول رقم 24.[94]
- البابا خائيل الأول رقم 46.[95]
- البابا يوساب الأول رقم 52.[96]
- البابا مرقس الخامس رقم 98.[97]
- البابا متاؤوس الثالث رقم 100.[98]
- البابا ديمتريوس الثاني رقم 111.[99]
- الأب متى المسكين، كان أحد المرشحين للبابوية مرتين.[100][101]

## معرض صور

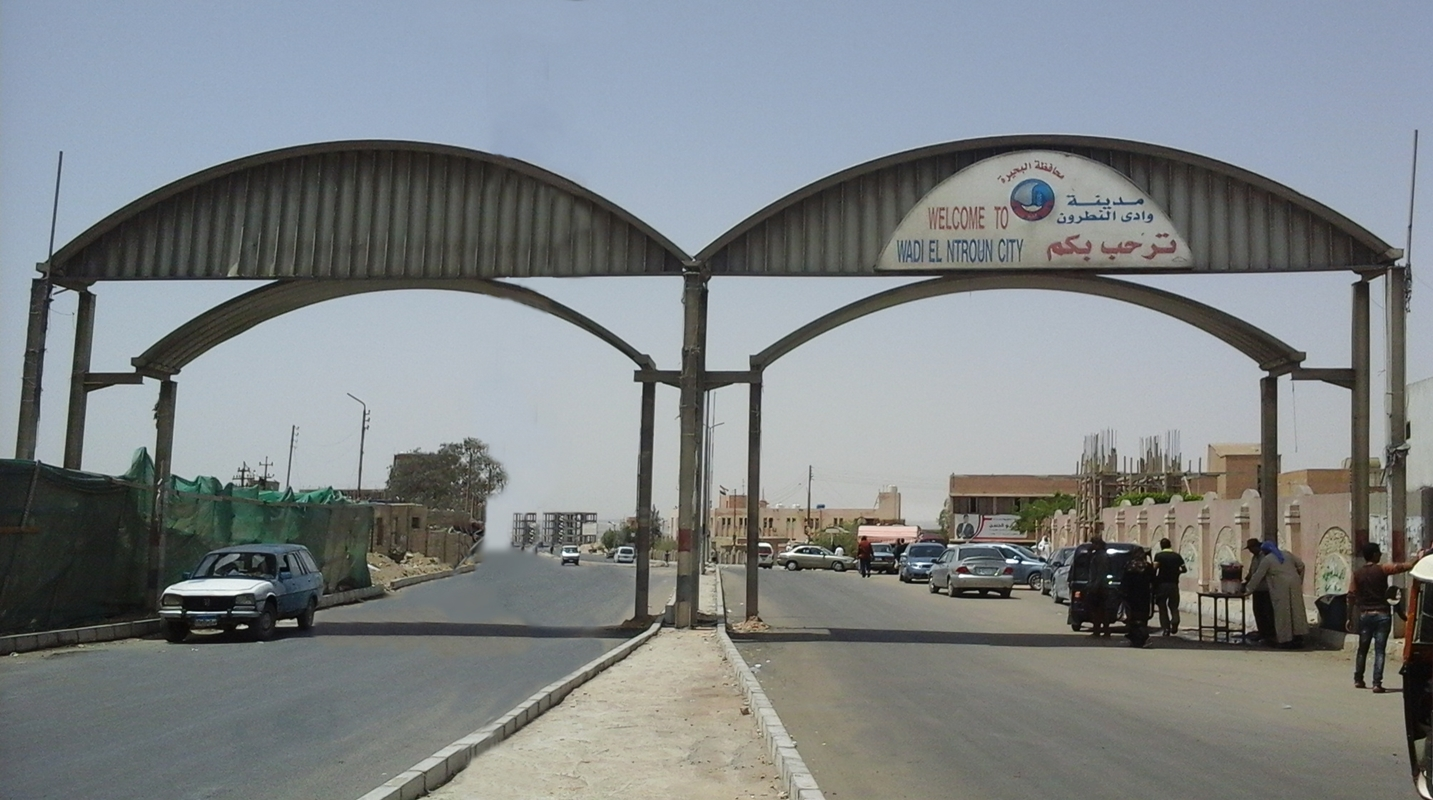
مدخل المدينة عام 2015.
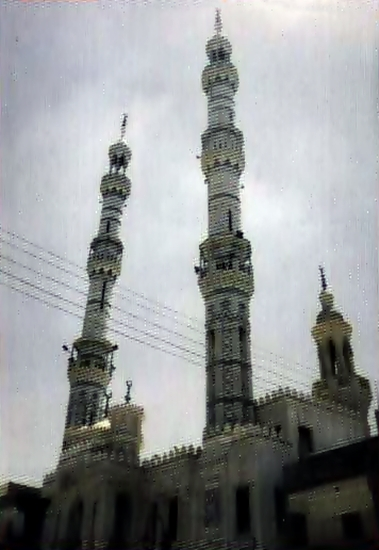
مسجد النور أكبر مساجد وادي النطرون.
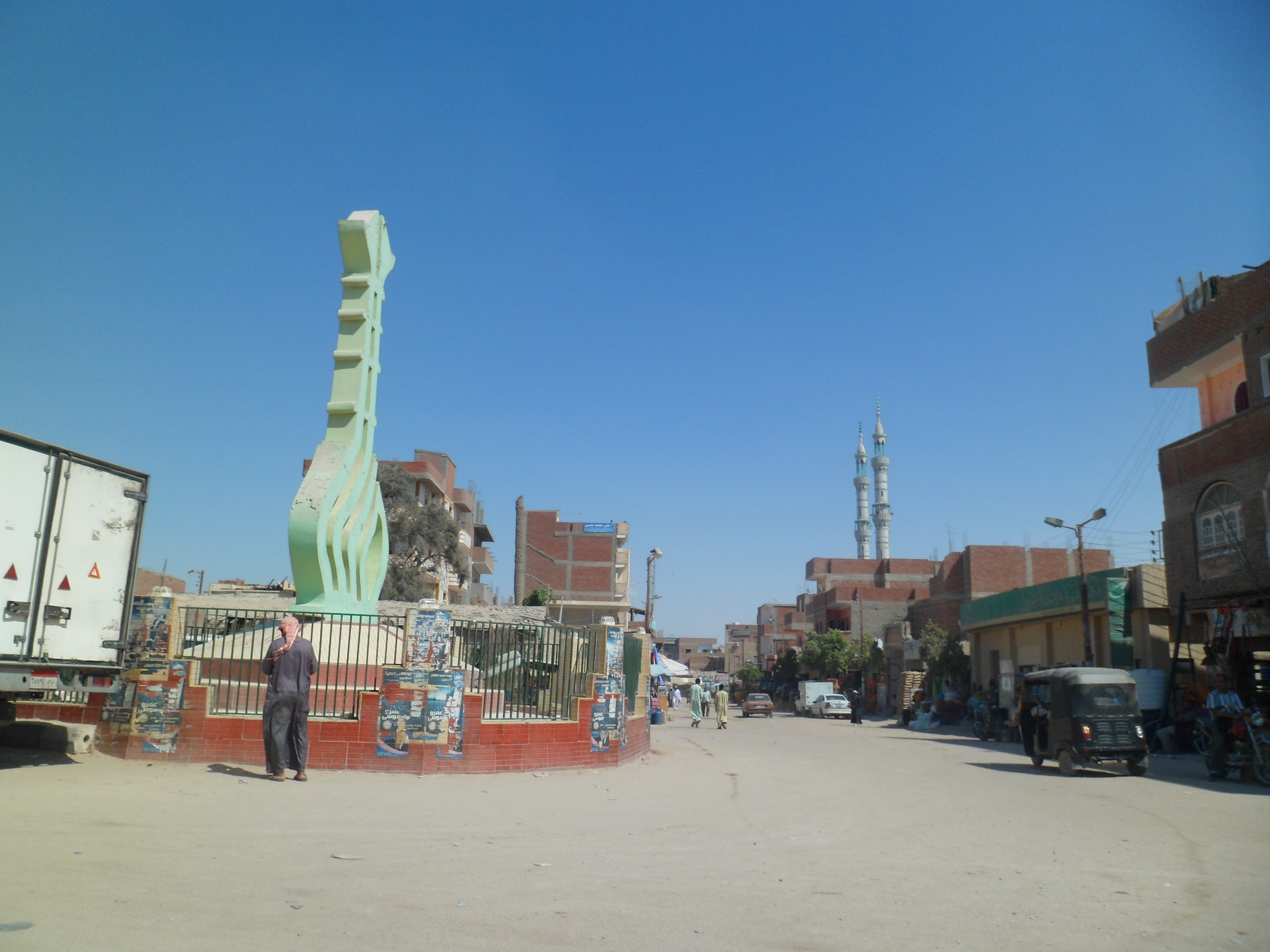
ميدان لفظ الجلالة.
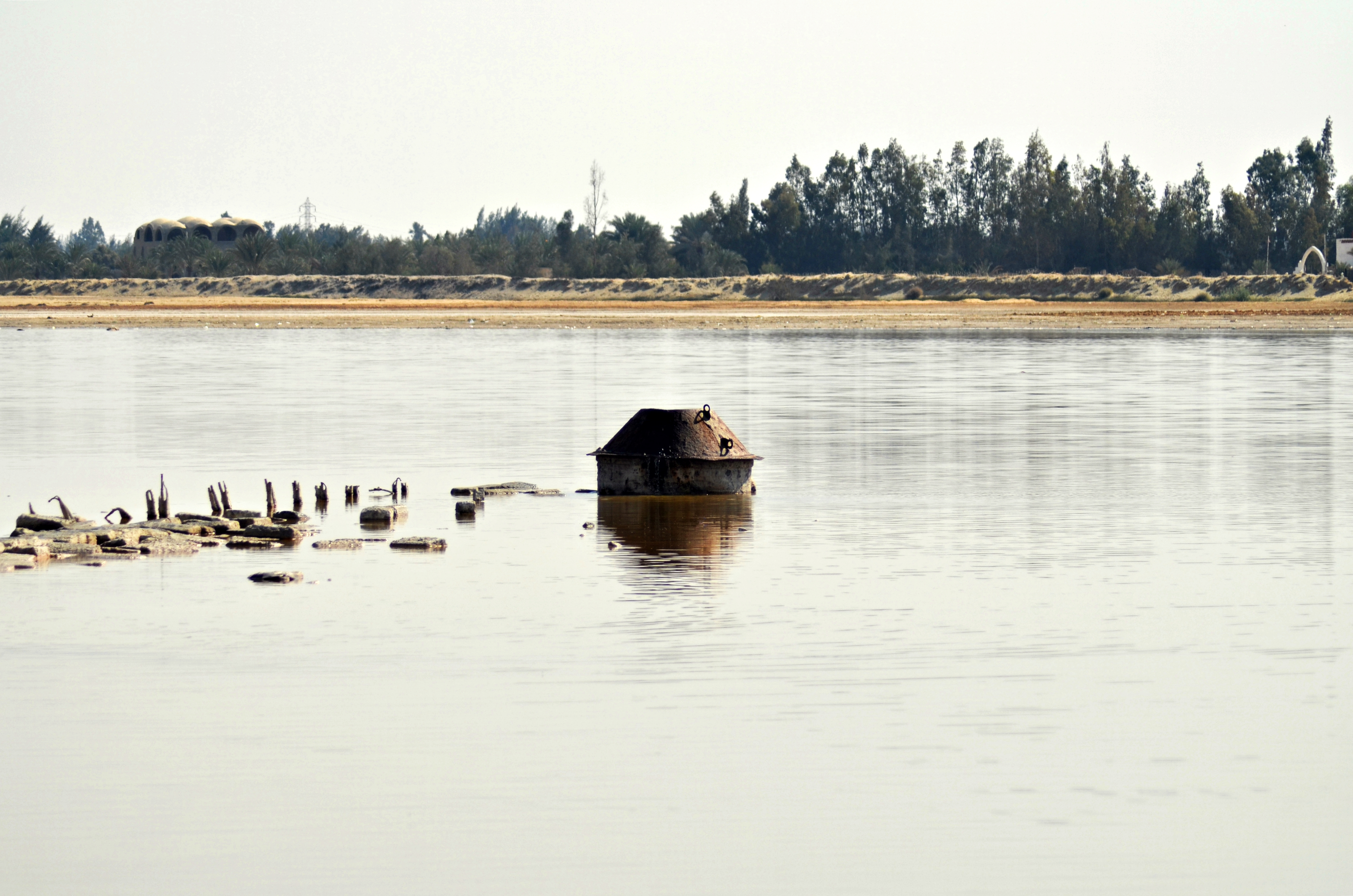
بحيرة نبع الحمراء.
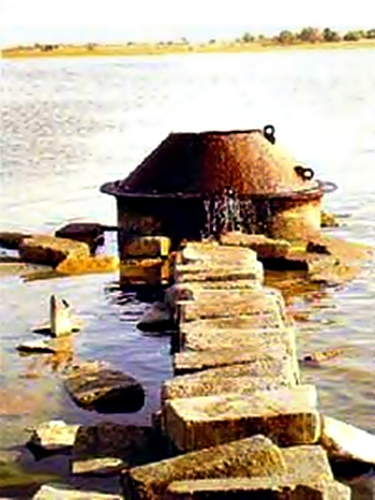
عين المياه العذبة وسط بحيرة نبع الحمراء.
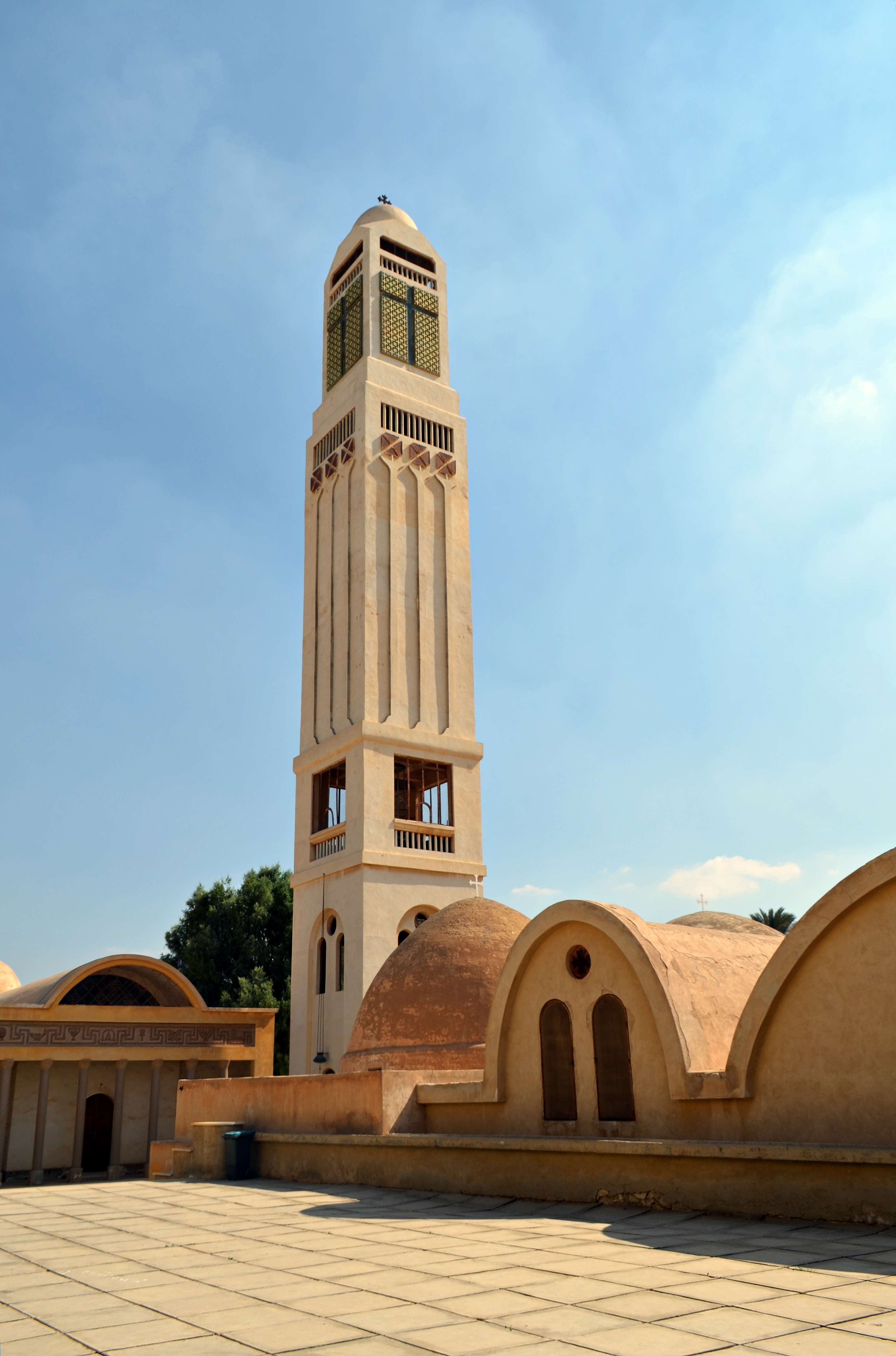
دير الأنبا مقار.
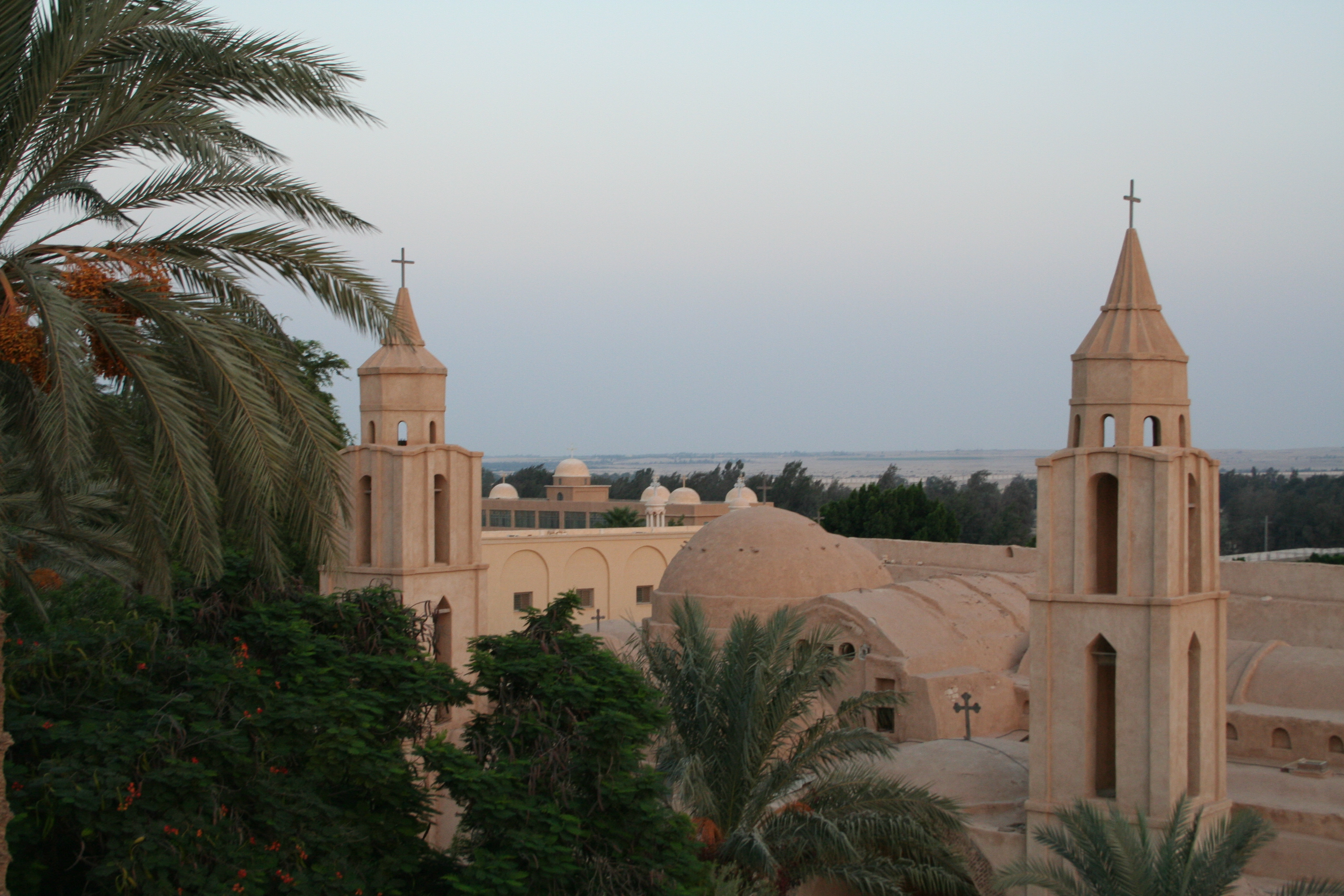
دير الأنبا بيشوي.
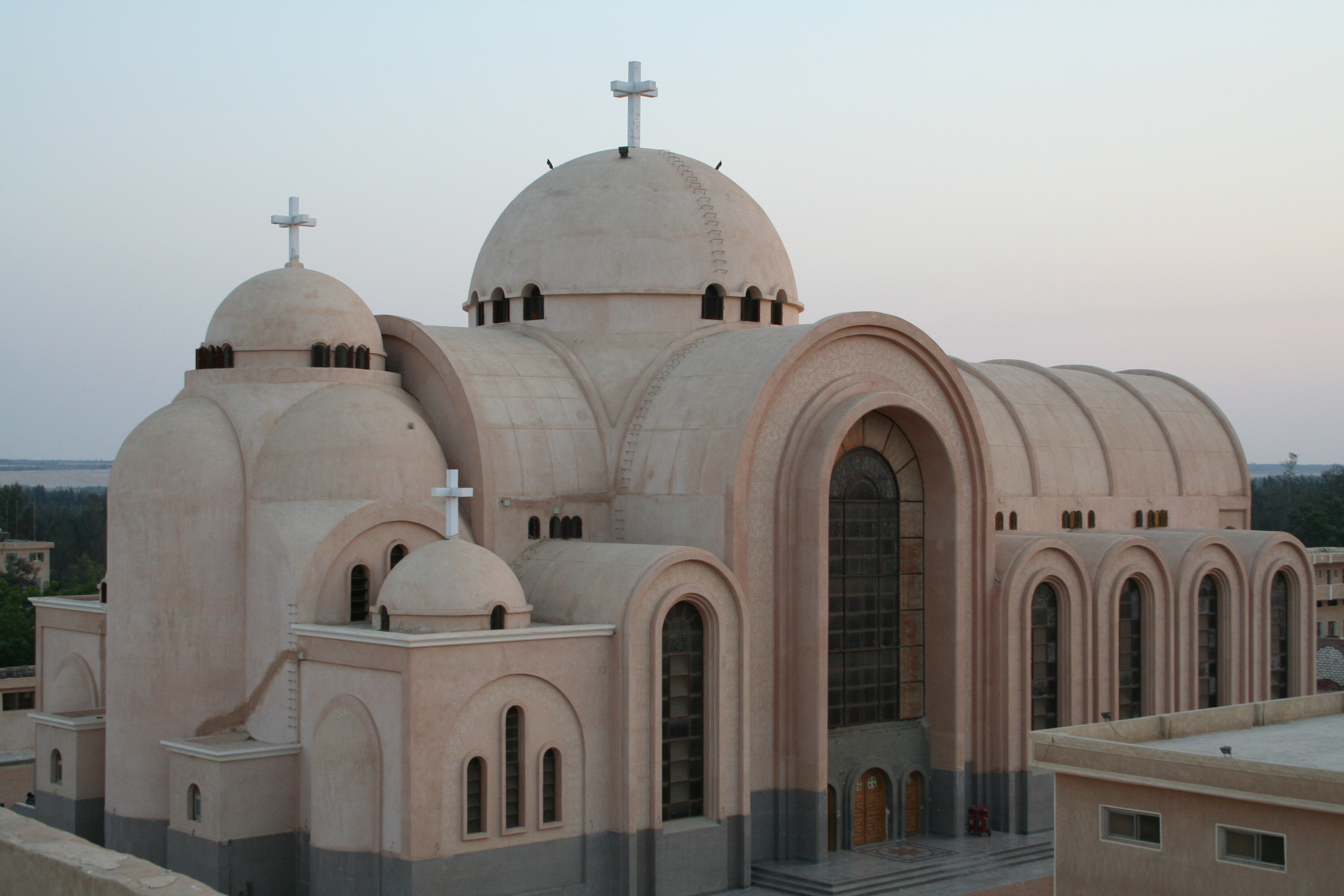
كاتدرائية الأنبا بيشوي.
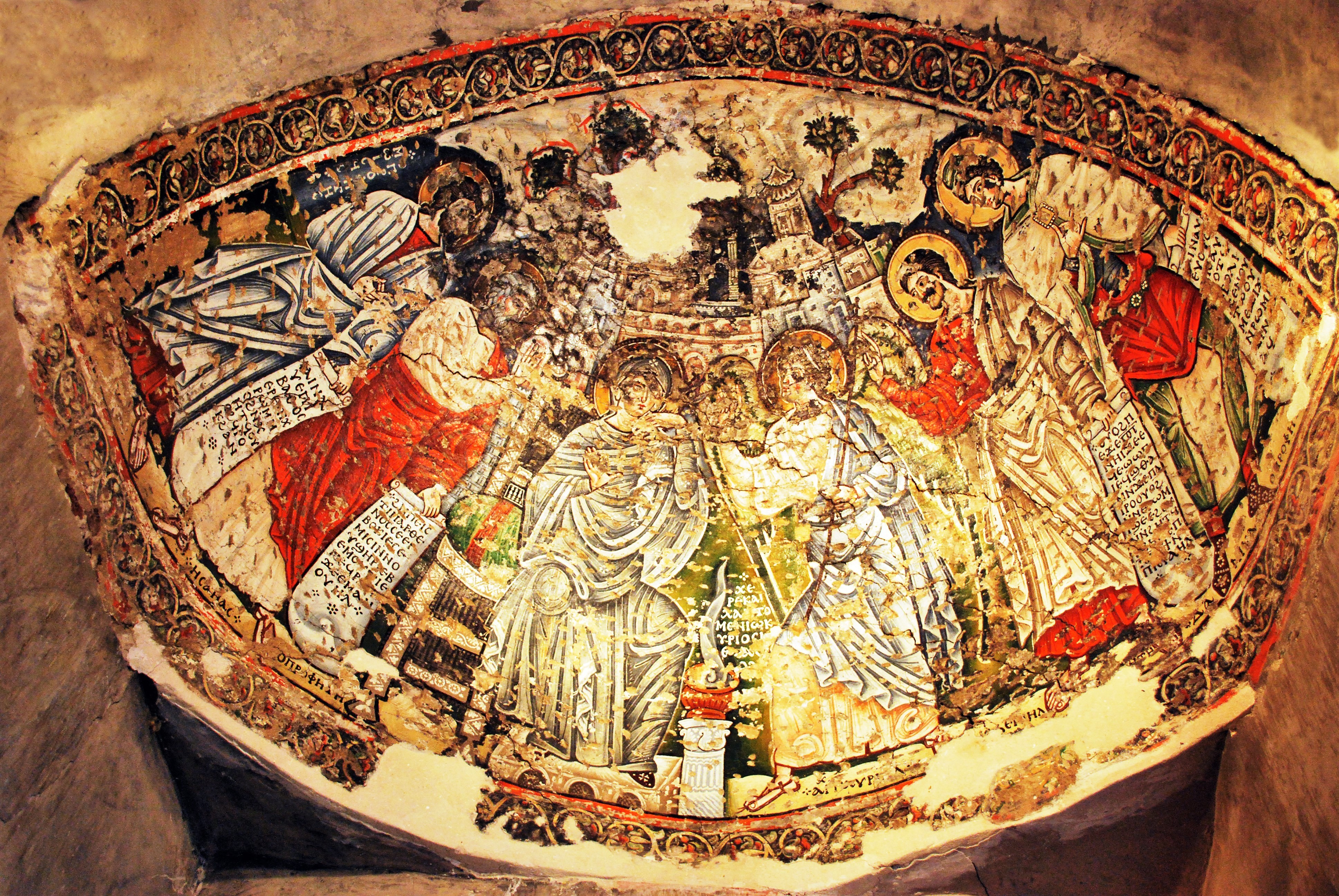
فريسك يصور العذراء مريم وبعض الأنبياء مع الملاك جبريل في بدير السريان.
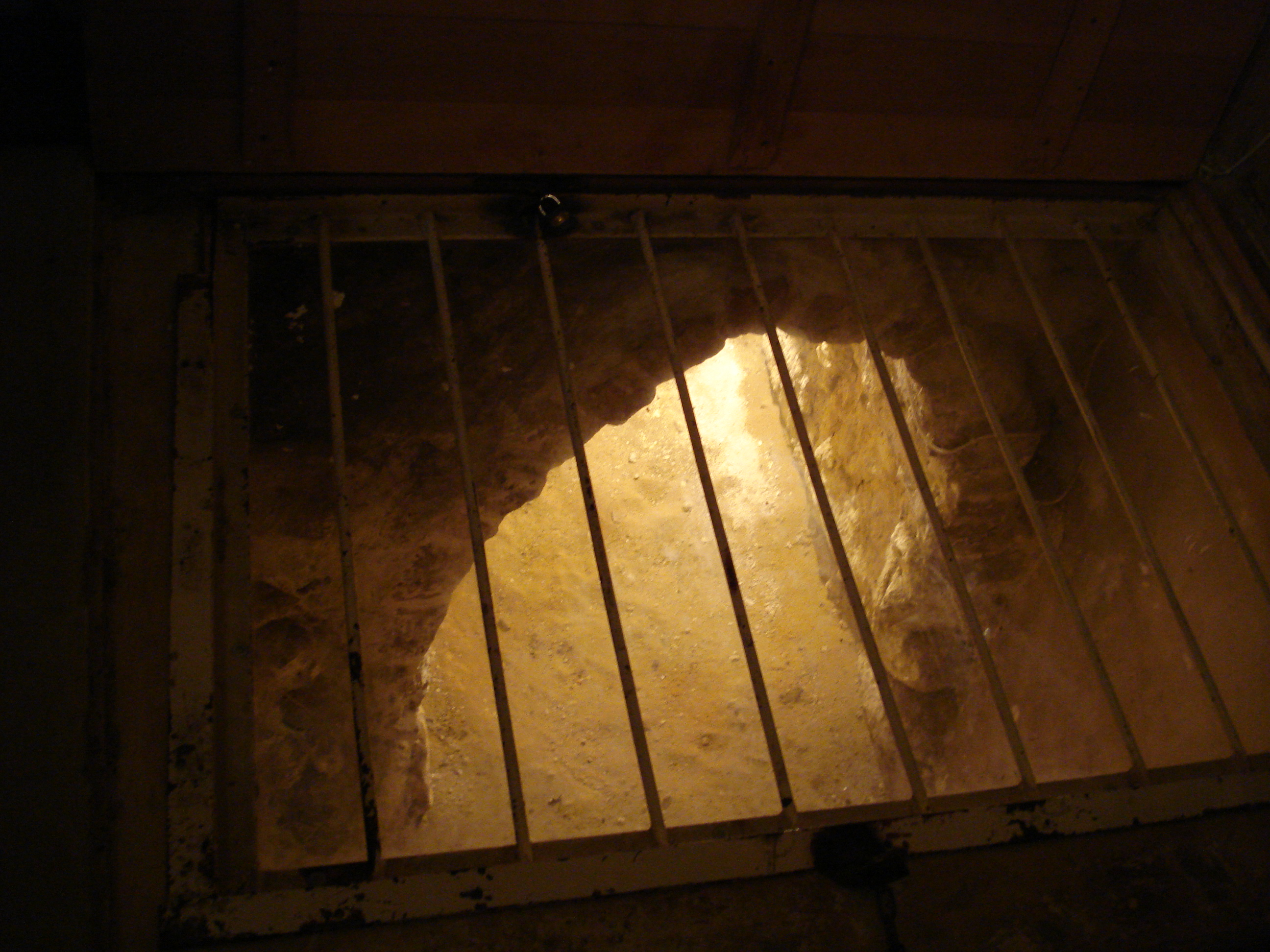
القبو الذي عُثر على رفات يُعتقد أنها للنبيين إليشع ويوحنا المعمدان بدير الأنبا مقار.
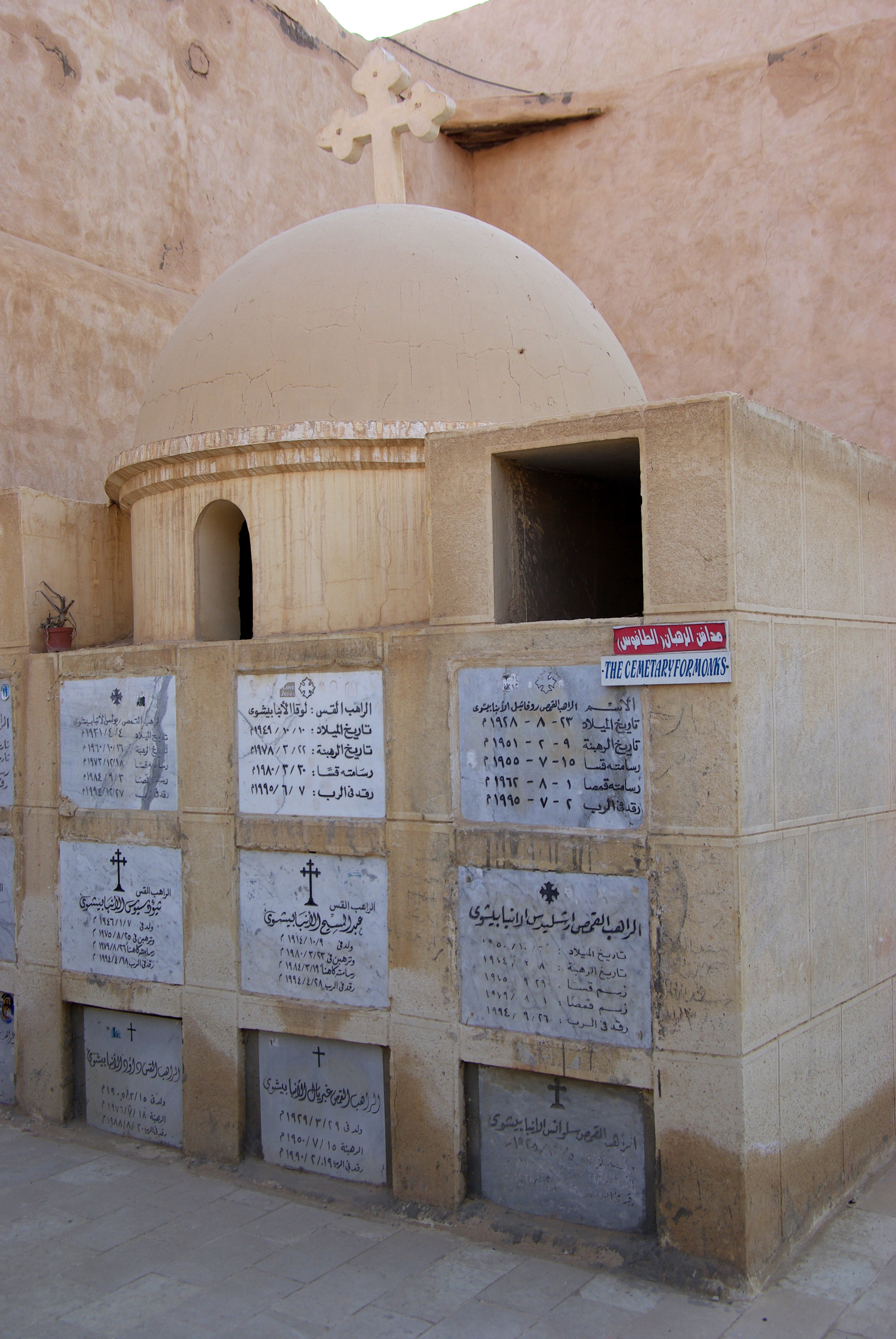
الطافوس (المدفن) الخاص بدفن رهبان دير الأنبا بيشوي.
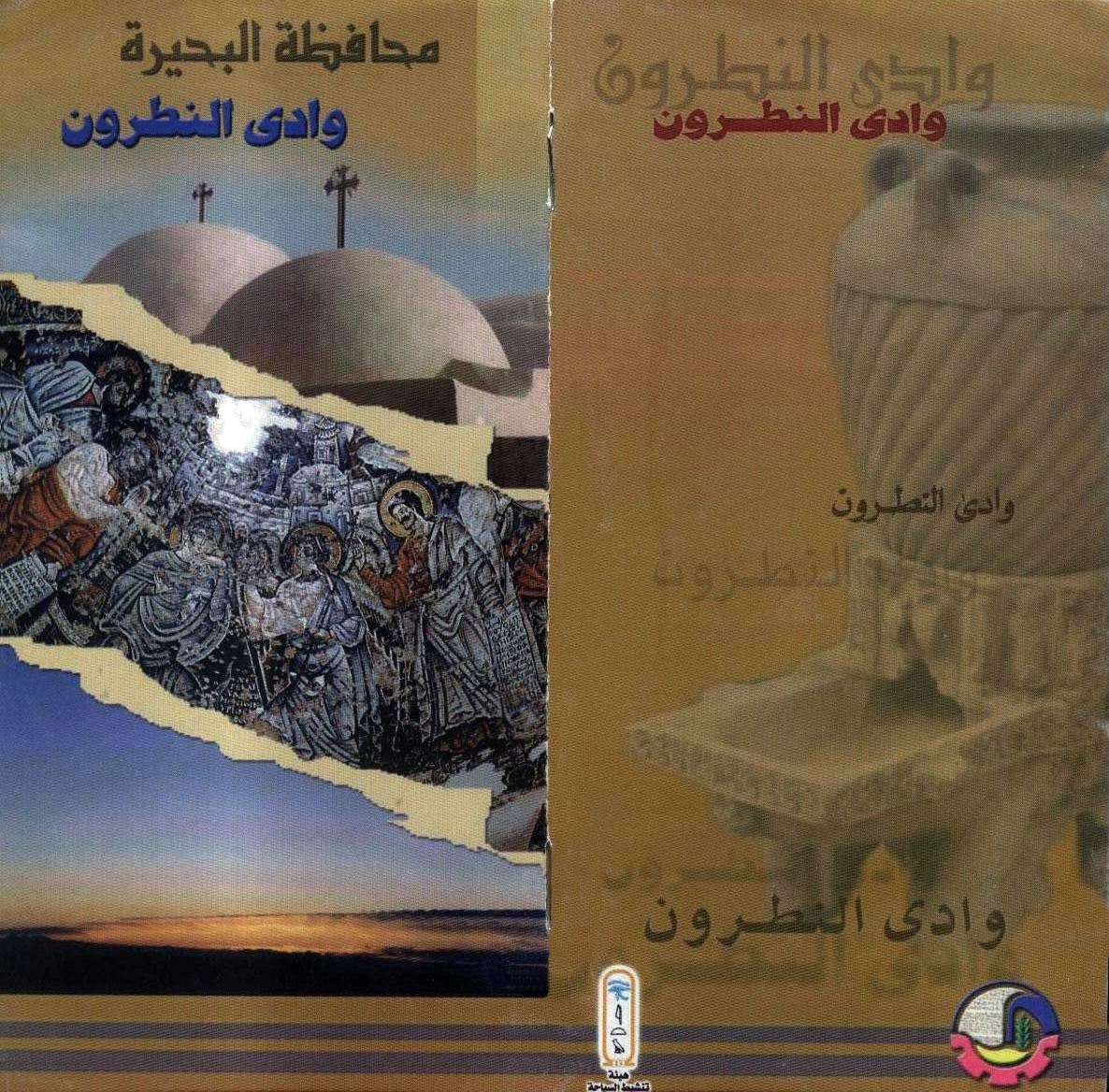
دليل سياحي عن وادي النطرون تصدره هيئة تنشيط السياحة بمحافظة البحيرة.